# Lill-Långtjärnen (Råneå socken, Norrbotten, 734409-176775)
Lill-Långtjärnen är en sjö i Bodens kommun i Norrbotten och ingår i Råneälvens huvudavrinningsområde.